# Нікіфоров Микола Анатолійович
 Микола Анатолійович Нікіфоров  (нар. 24 червня 1982, Казань) — російський політик. Міністр зв'язку та масових комунікацій РФ (з 21 травня 2012 за 15 травня 2018 року).

## Життєпис
Народився 24 червня 1982 року в Казані. 1999 закінчив казанську школу № 139 із золотою медаллю. 1998 — числився в своїй школі педагогом додаткової освіти.
- 1999—2004 роках навчався на економічному факультеті Казанського державного університету, працював лаборантом в Науково-дослідному інституті математики і механіки імені М. Р. Чеботарьова університету.
- 2001–2005 також був заступником директора компанії «Казанський Портал»[2].
- У 2004 закінчив економічний факультет Казанського державного університету[3].
- 2004—2006 — молодший науковий співробітник НДІ математики і механіки імені Чеботарьова, і за сумісництвом у 2004—2005 роках — заступник генерального директора ВАТ «Сучасні Інтернет Технології»[3].
- У серпні 2005 став радником прем'єр-міністра Татарстана з інформаційних технологій[4], членом робочої групи з реалізації проекту «Електронний Уряд Республіки Татарстан»[5].
- У 2006—2010 роках був генеральним директором Центру інформаційних технологій Республіки Татарстан. Займався впровадженням інтернет-порталу державних і муніципальних послуг Татарстану
- Входив до складу Ради Безпеки Татарстану[6], Антитерористичної комісії Татарстану[7], Комісії з попередження і ліквідації надзвичайних ситуацій та забезпечення пожежної безпеки Татарстану[8], Республіканської Ради з інформатизації. За свою діяльність на цих посадах був нагороджений.
- У 2009 був включений в «першу сотню» кадрового резерву президента Росії[2].

У квітні 2010 став заступником прем'єр-міністра — міністром інформатизації та зв'язку Татарстану. Один з розробників програми впровадження електронного уряду, згідно з якою в республіці була створена державна мережа телекомунікацій, до якої було підключено 4,5 тис. бюджетних організацій, у тому числі 900 муніципальних утворень; створена система міжвідомчого електронного документообігу, в якій працювало понад 8,5 тис. службовців і більше 400 державних та муніципальних установ. Центром впровадження новинки, кузнею кадрів нового напряму стало дітище Никифорова — «ІТ-парк» Петербурзькій вулиці в Казані.
Учасники ринку інформаційних технологій відзначили, що в цей період Нікіфоров був активним противником поняття «єдиний виконавець» і боровся з монополізмом в Татарстані.

### Міністр зв'язку і масових комунікацій
21 травня 2012 — призначений міністром зв'язку і масових комунікацій РФ, змінивши на цьому посту Ігоря Щеголева і ставши наймолодшим міністром в історії Росії.
26 травня 2014 року Микола Нікіфоров заявив, що в інтернеті необхідна цензура, і ситуацію з її введенням через депутатські законодавчі ініціативи не варто драматизувати. 16 серпня він заявив, що Росії потрібен повний інформаційний суверенітет, що виражається в заміщенні іноземного програмного забезпечення російським, для чого буде потрібно всього лише сім років і мільйон програмістів.
2 жовтня 2014 року на засіданні комісії з телекомунікацій і информтехнологиям, міністр заявив, що «черговий запуск нової мережі четвертого покоління має супроводжуватися, як це ні дивно, підвищенням тарифів, бо через конкуренцію між операторами пішли вже нижче плінтуса»".
У квітні 2016 року — виступив проти ініціативи депутатів Держдуми у прийнятті законопроекту, що зобов'язує операторів зв'язку зберігати вміст листування громадян протягом трьох років, і попередив про можливість "драматичного зростання цін на послуги зв'язку, якщо даний законопроект буде прийнятий.
10 травня 2016 року на зустрічі з депутатами Держдуми хотів заборонити використання держслужбовцями не тільки іноземних програм, але також шрифту Times New Roman і взагалі всіх гарнітур шрифтів, які мають іноземне походження. «За останнє десятиліття прийнято величезну кількість документів, в яких прямо прописано, по суті, таке непряме використання тих чи інших іноземних продуктів. Все це потрібно вичищати».
15 травня 2018 року покинув посаду.

### Сім'я
Одружений, має двох доньок і двох синів.

### Нагороди
- Медаль «У пам'ять про 1000-річчя Казані» (2005)
- Медаль «За зміцнення державної системи захисту інформації» (2009)
- Медаль «За співдружність в ім'я порятунку» (2010)
- Медаль «За відзнаку в ліквідації наслідків надзвичайної ситуації»
- Медаль «За зміцнення бойової співдружності»
- Подяка Президента Російської Федерації (2012)[20].